# Las Palmas (tỉnh)
Tỉnh Las Palmas (tiếng Tây Ban Nha: Provincia de Las Palmas) là một tỉnh của Tây Ban Nha, bao gồm phần phía đông của cộng đồng tự trị quần đảo Canaria. Tỉnh này chiếm khoảng một nửa phần quần đảo ở Đại Tây Dương của Tây Ban Nha, bao gồm các đảo Gran Canaria, Fuerteventura, Lanzarote, cũng như 6 đảo nhỏ khác (Alegranza, Graciosa, Montaña Clara, Lobos, Roque del Este và Roque del Oeste). Tổng diện tích là 4065,78 km², chiếm 54,6% tổng diện tích quần đảo Canaria (nửa kia của quần đảo là tỉnh Santa Cruz de Tenerife).
Thủ phủ tỉnh là thành phố Las Palmas de Gran Canaria nằm trên đảo Gran Canaria. Khoảng 38,5% dân số tỉnh này (dân số tỉnh năm 2005 là 1.011.928 người) sống ở tỉnh lỵ. Có 34 đô thị ở tỉnh, xem danh sách các đô thị tại Las Palmas.
Las Palmas có vườn quốc gia Timanfaya trên đảo Lanzarote.